# Neomartinella
Neomartinella é um género botânico pertencente à família Brassicaceae.